# 平面 (数学)

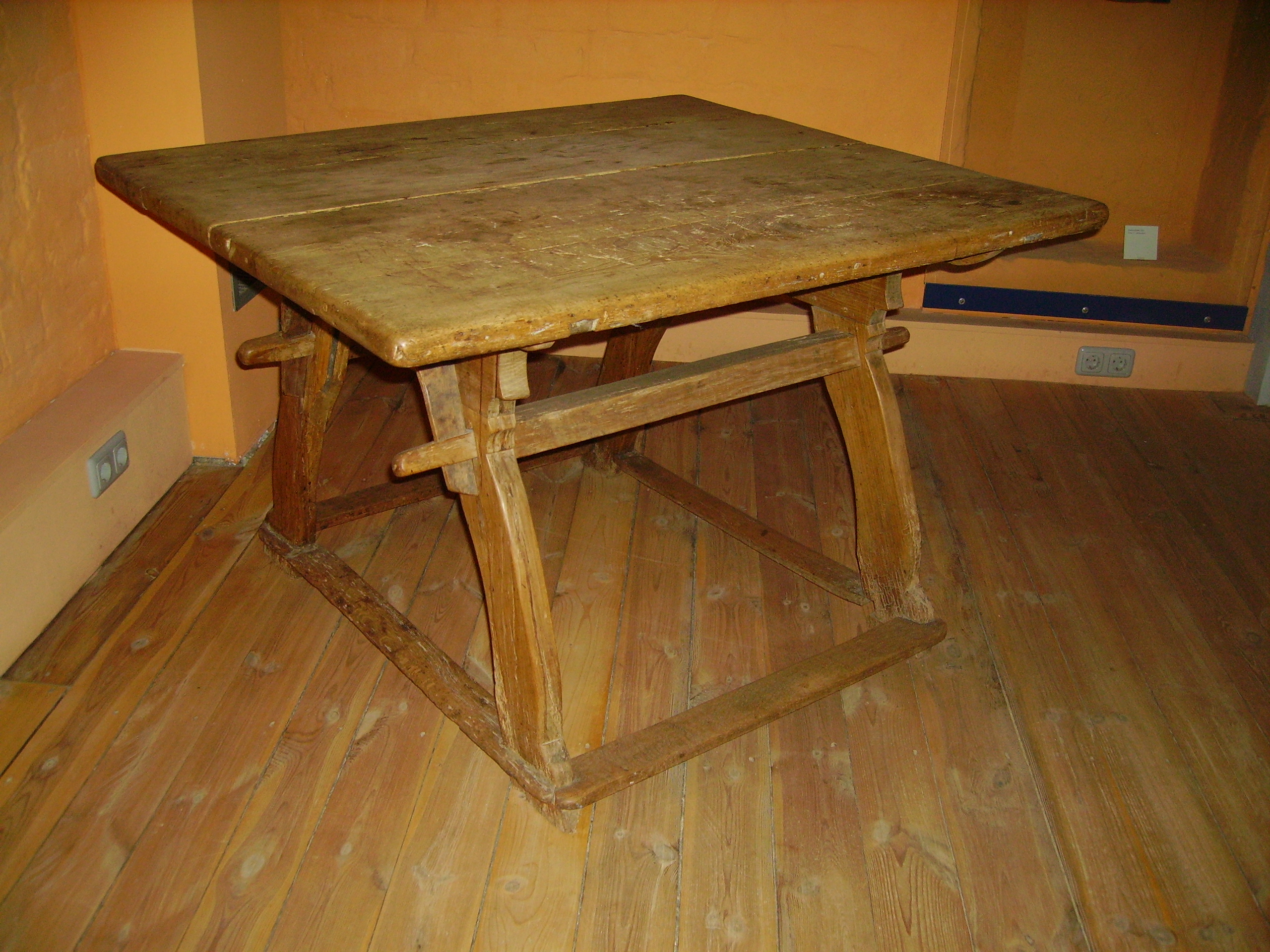
以人類的尺度而言，桌面可近似地看作一類平面。

数学上，一个平面（plane）就是基本的二维对象。直观的讲，它可以视为一个平坦的拥有无穷大面积的纸。多数几何、三角学和制图的基本工作都在二维进行，或者说，在平面上进行。
给定一个平面，可以引入一个直角坐标系以便在平面上用两个数字唯一的标示一个点，这两个数字也就是它的坐标。
在三维x-y-z坐标系中，可以将平面定义为一个方程的集：
{\displaystyle ax+by+cz+d=0},
其中a, b, c和d是实数，使得a, b, c不全为0。或者，一个平面也可以参数化的表述，作为所有具有u + s v + t w形式的点的集合，其中s和t取遍所有实数，而u, v 和w是给定用于定义平面的向量。
平面由如下组合的任何一个唯一确定
- 三个不共线的点（不位于同一直线上的）
- 一条直线和线外一点
- 一个点和一条垂直于平面的直线
- 两条相交的直线
- 两条平行的直线

在三维空间，两个不同平面或平行或交于一条直线。不和给定平面平行的直线交平面于一点。

## 由一点和一个法向量决定的平面
对于一点{\displaystyle P_{0}=(x_{0},y_{0},z_{0})}和一个向量
{\displaystyle {\vec {n}}=(a,b,c)}，平面方程为
{\displaystyle ax+by+cz=ax_{0}+by_{0}+cz_{0}}
这是穿过点{\displaystyle P_{0}}并垂直于向量{\displaystyle {\vec {n}}}的平面。

## 通过三点的平面
穿过三点{\displaystyle P_{1}=(x_{1},y_{1},z_{1})}, {\displaystyle P_{2}=(x_{2},y_{2},z_{2})} 和 {\displaystyle P_{3}=(x_{3},y_{3},z_{3})}的平面的方程可以表述为如下行列式:
{\displaystyle {\begin{vmatrix}x-x_{1}&y-y_{1}&z-z_{1}\\x_{2}-x_{1}&y_{2}-y_{1}&z_{2}-z_{1}\\x_{3}-x_{1}&y_{3}-y_{1}&z_{3}-z_{1}\end{vmatrix}}=0}

## 一点到平面的距离
对于一点{\displaystyle P_{1}=(x_{1},y_{1},z_{1})}和一个平面{\displaystyle ax+by+cz+d=0}，从点{\displaystyle P_{1}}到平面的距离是：
{\displaystyle D={\frac {\left|ax_{1}+by_{1}+cz_{1}+d\right|}{\sqrt {a^{2}+b^{2}+c^{2}}}}}

## 两个平面的夹角
两个相交平面的夹角，称为二面角（dihedral angle），可以用平面方程{\displaystyle a_{1}x+b_{1}y+c_{1}z+d_{1}=0}和{\displaystyle a_{2}x+b_{2}y+c_{2}z+d_{2}=0}给出如下：
{\displaystyle \alpha =\arccos {\frac {a_{1}a_{2}+b_{1}b_{2}+c_{1}c_{2}}{{\sqrt {a_{1}^{2}+b_{1}^{2}+c_{1}^{2}}}{\sqrt {a_{2}^{2}+b_{2}^{2}+c_{2}^{2}}}}}}.